# La caída
La caída és una pel·lícula argentina de 1959, dirigida per Leopoldo Torre Nilsson i protagonitzada per Elsa Daniel i Lautaro Murúa. Estrenada a Buenos Aires el 26 de febrer de 1959. Guanyadora de 5 Premis Cóndor de Plata en 1960 incloses Millor pel·lícula i Millor Director.
La pel·lícula és una adaptació de la novel·la de Beatriz Guido. La infantesa innocent però diabòlica del segrestador és la base d'aquesta pel·lícula, encara que es desenvolupa en un context molt més fantasmagòric i abstracte. "Potser després de veure-la puguem pensar en la incomunicació humana, en el tremend desacord entre adults i nens", va escriure Nilsson en 1959. "Si alguna cosa d'això ocorre, si després de veure aquest film un sol home mira els ulls d'un sol nen buscant alguna cosa més que aquesta equació simplificadora que hem fet de la infància, la meitat del nostre camí estarà complerta". La repercussió local i internacional de les seves pel·lícules prèvies va permetre a Nilsson ser el seu propi productor en "La caída", encara que ho va fer dins de l'estructura de l'Argentina Sono Film. El següent pas seria aconseguir la independència total.
En una enquesta de 2022 de les 100 millors pel·lícules del cinema argentí, la pel·lícula va aconseguir el lloc 38.

## Sinopsi
La història comença amb l'arribada de Albertina, una jove de províncies de bona família, que es dirigeix a estudiar Lletres a Buenos Aires. El seu pressupost és limitat i a través d'un anunci lloga una habitació en una enorme casa on habita una dona malalta amb quatre fills. Albertina no sap què li impressiona més, si la indiferència de la mare cap als seus fills o el comportament d'aquests nens, precoços, indisciplinats, que per moments actuen com a persones adultes i a continuació mostren actituds infantils. L'obsessió d'aquests nens que sobreviuen per si mateixos és la figura d'un oncle absent, “viatja molt”, que quan rarament els visita, els porta a restaurants, els compra regals i els delecta amb històries de viatges i aventures.
Albertina coneix a un jove advocat de la burgesia amb el qual comença a sortir i molt aviat comença a conèixer foscos secrets de la família i comprendrà estranys successos que estaven succeint.

## Producció
La pel·lícula va ser rodada a la ciutat de Buenos Aires i va trigar un mes a acabar de produir-la.
La història és autobiogràfica, tret que l'acció va tenir lloc a la Itàlia de postguerra. Beatriz Guido va estar a Roma fent un curs i la pensió en la qual es va allotjar està retratada en el film. No hi ha dubte que aquesta experiència la degué marcar. L'enorme casalot, l'atmosfera opressiva, el desemparament que sofreixen els nens que ells dissimulen amb descaradura i malícia, emboliquen a la jove que no pot desentendre's del drama que es desenvolupa davant els seus ulls.

## Actors
- Elsa Daniel com Albertina.
- Lautaro Murúa com el tío Lucas.
- Duilio Marzio com José María.
- Lydia Lamaison com Marta.
- Hebe Marbec com Laura.
- Carlos López Monet com Gustavo.
- Oscar Orlegui com Diego.
- Pinky com Delfina.
- Emma Bernal com la tieta.
- Nora Singerman
- Mónica Grey
- Osvaldo Robledo
- Santángelo
- Mónica Linares
- Miguel Caiazzo
- Roberto Bordoni
- Enrique Kossi
- Ángel Díaz
- María Delfino
- Susana Latou

## Premis
Premis Cóndor de Plata
| Any  | Categoria                    | Nominat/a                            | Resultaat |
| ---- | ---------------------------- | ------------------------------------ | --------- |
| 1960 | Millor pel·lícula            | Leopoldo Torre Nilsson               | Guanyador |
| 1960 | Millor director              | Leopoldo Torre Nilsson               | Guanyador |
| 1960 | Millor actriu de repartiment | Lydia Lamaison                       | Guanyador |
| 1960 | Millor guió adaptat          | Beatriz Guido Leopoldo Torre Nilsson | Guanyador |

- 9è Festival Internacional de Cinema de Berlín (1959): nominada a l'Ós d'Or.[5]